# Diocese de Rrëshen
A Diocese de Rrëshen (em latim: Dioecesis Rrësheniensis) é uma diocese da católica, sufragânea da Arquidiocese de Tirana-Durrës. Em 2010 havia 55.200 batizados em uma população de cerca de 240.700 habitantes. Hoje é liderada pelo bispo Dom Gjergj Meta.

## Território
A diocese compreende os territórios de Dibër e Mirditë, na Prefeitura de Lezhë, na Albânia. A sede episcopal é a cidade de Rrëshen, onde fica a Catedral de Jesus, o Salvador do Mundo.
O território abrange 4000 km² e está dividido em 17 paróquias.

## História
O território tornou-se uma abadia territorial através da Bula papal de Leão XIII, em 25 de outubro de 1888, pela qual o papa retirou cinco paróquias que pertenciam à diocese de Lezhë. A abadia territorial foi ampliada, em 30 de dezembro de 1890, pela retirada de três paróquias da Diocese de Sapë. Em 1917 a abadia era composta por cerca de 25.000 fiéis, distribuídos em trinta igrejas e capelas.
Durante o período comunista albanês, quando o estado declarava-se ateu, a abadia territorial estava em sede vacante entre 1946 e 1996. Em 1948 o ex-abade Frano Gjini foi condenado à morte por sua lealdade ao cristianismo.
Em 7 de dezembro de 1996, com a bula Successoris Petri, do Papa João Paulo II, a abadia territorial foi extinta e seu território cedido à Arquidiocese de Tirana-Durrës para formar a Diocese de Rrëshen, originalmente sufragânea da Arquidiocese de Shkodër (agora Arquidiocese de Shkodër-Pult).
Em 25 de janeiro de 2005, a diocese se tornou parte da província eclesiástica da Arquidiocese de Tirana-Durrës.

## Líderes
|        | Nome                      | Período     | Notas                                |
| Bispos | Bispos                    | Bispos      | Bispos                               |
| ------ | ------------------------- | ----------- | ------------------------------------ |
| 6º     | Gjergj Meta               | 2017-       | Atual                                |
| 5º     | Cristoforo Palmieri, C.M. | 2000-2017   | Administrador Apostólico (2000-2005) |
| 4º     | Angelo Massafra, O.F.M.   | 1996-1998   | Nomeado Arcebispo de Escodra-Pult    |
| 3º     | Frano Gjini               | 1930-1946   | Nomeado Bispo de Lezhë               |
| 2º     | Joseph Gionali (Gjonali)  | 1921-1928   | Nomeado Bispo de Sapë                |
| 1º     | Prend Doçi                | 1888 - 1919 |                                      |

## Estatísticas
A diocese, até o final de 2010, de uma população de 240.700 pessoas havia batizado cerca de 55.200, o que corresponde a 22,9% do total.